# 小行星19439
小行星19439（19439 Allisontjong）是一颗绕太阳运转的小行星，为主小行星带小行星。该小行星于1998年3月24日发现。

## 轨道参数
小行星19439的轨道半长轴为2.5920392 UA，离心率为0.058。